# Raymond Cazaux-La-Sola
Raymond Cazaux-La-Sola est un homme politique français né le 1er janvier 1755 à Pointis-Inard (Languedoc) et mort le 24 mars 1842 au même lieu.

## Biographie
Avocat et notaire sous l'Ancien régime, il devient président du district de Saint-Gaudens sous la Révolution, puis commissaire près l'administration centrale du département. Il est élu député de la Haute-Garonne au Conseil des Cinq-Cents le 26 germinal an VI. Il est élu député du Gers le 23 germinal an VII. Rallié au coup d'État du 18 Brumaire, il est député du Gers de 1800 à 1803.

## Sources
- « Raymond Cazaux-La-Sola », dans Adolphe Robert et Gaston Cougny, Dictionnaire des parlementaires français, Edgar Bourloton, 1889-1891 [détail de l’édition]